# Windenergie in Belgien

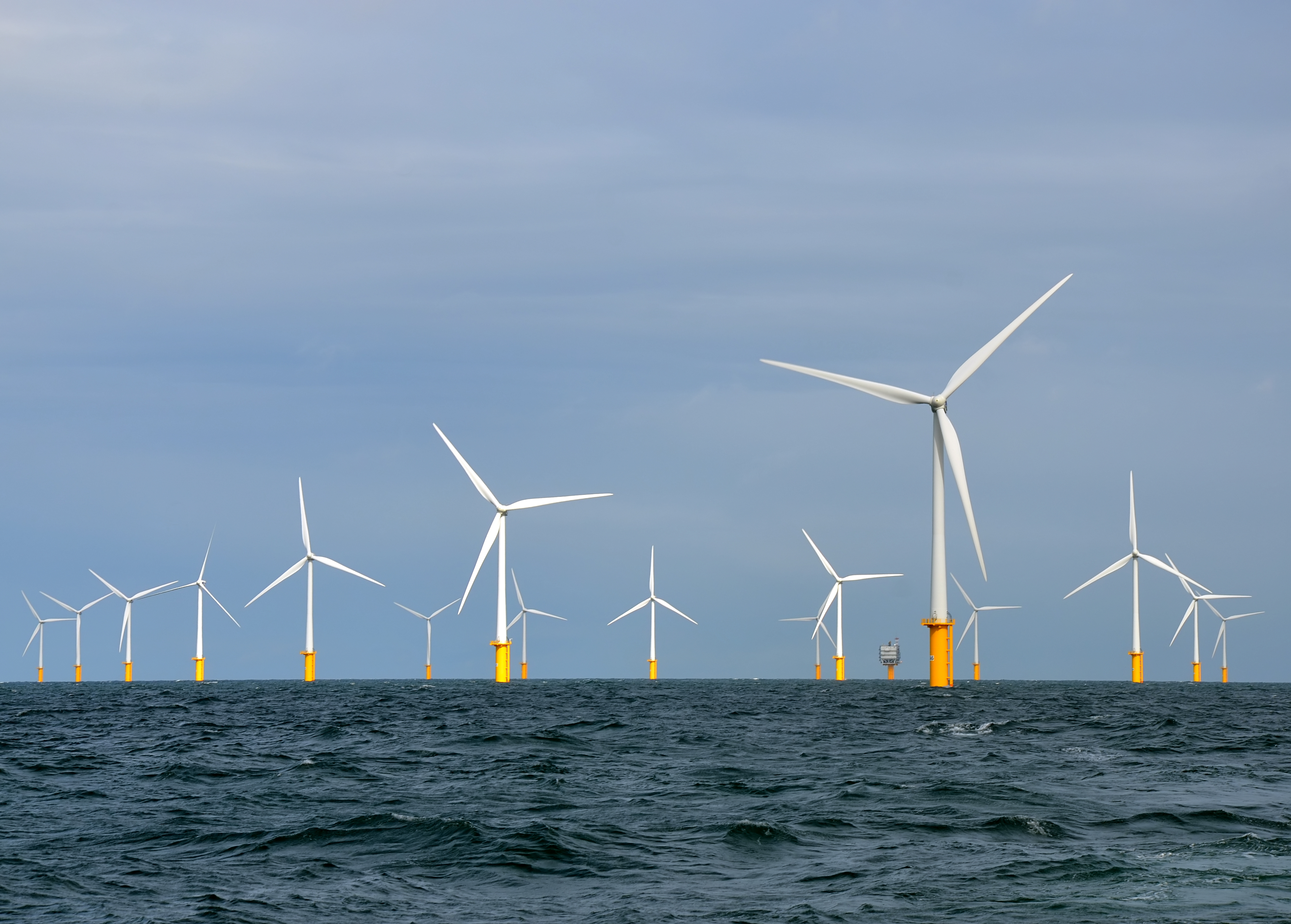
Offshore-Windpark Belwind

Die Windenergie in Belgien spielt eine bedeutende Rolle bei der Stromerzeugung des Landes: 2024 wurden etwa 16 % des belgischen Strombedarfs mit Windkraftwerken gedeckt.

## Installierte Leistung, Jahreserzeugung und Anteil am Strom
Laut CIA verfügte Belgien im Jahr 2020 über eine (geschätzte) installierte Leistung von insgesamt 26,929 GW (alle Kraftwerkstypen); der Stromverbrauch lag bei 81,171 Mrd. kWh. Die installierte Leistung der Windkraftanlagen (WKA) stieg von 200 MW im Jahr 2005 auf 4780 MW im Jahr 2021; die Jahreserzeugung stieg von 0,2 TWh im Jahr 2005 auf 12 TWh im Jahr 2021.
| Jahr | Inst. Leistung (MW) | Erzeugung (TWh) |
| ---- | ------------------- | --------------- |
| 2005 | 200                 | 0,2             |
| 2006 | 200                 | 0,4             |
| 2007 | 300                 | 0,5             |
| 2008 | 300                 | 0,6             |
| 2009 | 600                 | 1               |
| 2010 | 886                 | 1,3             |

| Jahr | Inst. Leistung (MW) | Erzeugung (TWh) |
| ---- | ------------------- | --------------- |
| 2011 | 1078                | 2,3             |
| 2012 | 1375                | 2,7             |
| 2013 | 1651                | 3,6             |
| 2014 | 1959                | 4,6             |
| 2015 | 2229                | 5,5             |

| Jahr | Inst. Leistung (MW) | Erzeugung (TWh) |
| ---- | ------------------- | --------------- |
| 2016 | 2378                | 5,34            |
| 2017 | 2843                | 6,39            |
| 2018 | 3404                | 7,32            |
| 2019 | 3879                | 9,55            |
| 2020 | 4719                | 12,60           |

| Jahr | Inst. Leistung (MW) | Erzeugung (TWh) |
| ---- | ------------------- | --------------- |
| 2021 | 4780                | 11,82           |
| 2022 | 5306                | 12,11           |
| 2023 | 5492                | 15,44           |
| 2024 | 5648                |                 |
| 2025 |                     |                 |

2022 waren 3.045 MW der Windleistung (57,4 %) an Land installiert, 2.261 MW (42,6 %) offshore.
Anteil der von Windkraftanlagen gelieferten Energie am Bedarf an elektrischer Energie in Belgien
| Jahr | Anteil onshore | Anteil offshore | Anteil Wind | Quelle |
| ---- | -------------- | --------------- | ----------- | ------ |
| 2010 |                |                 | 2 %         | [ 12 ] |
| 2018 |                |                 | 7 %         | [ 13 ] |
| 2019 |                |                 | 10 %        | [ 14 ] |
| 2020 | 5 %            | 9 %             | 14 %        | [ 15 ] |
| 2021 | 5 %            | 8 %             | 13 %        | [ 16 ] |
| 2022 | 5 %            | 8 %             | 13 %        | [ 10 ] |
| 2023 | 8 %            | 10 %            | 18 %        | [ 11 ] |
| 2024 | 7 %            | 9 %             | 16 %        | [ 1 ]  |

2021 und 2022 lieferte Windenergie jeweils 13 % des belgischen Strombedarfs, wobei etwa 5 % des Bedarfs mittels landgestützter Windkraft gedeckt wurden und 8 % mittels Anlagen im Meer. 2020 hatte die Windkraft 14 % des Strombedarfs gedeckt.

## Liste von Windkraftanlagen

### Offshore
Die Windparks sind zunächst in betriebene, in Bau befindliche und geplante Windparks gegliedert. Anschließend sind die Windparks nach ihrem Fertigstellungsdatum und danach alphabetisch geordnet.
| Name                                | Leistung (MW)         | Windkraftanlagentyp (Leistung, Rotordurchmesser)                          | Anzahl WKAs    | Koordinaten                 | Status     | Inbetriebnahme | Quellen, Anmerkungen |
| ----------------------------------- | --------------------- | ------------------------------------------------------------------------- | -------------- | --------------------------- | ---------- | -------------- | -------------------- |
| Belwind (Bligh Bank Phase 1)        | 171                   | 55 × Vestas V90-3.0 (3,0 MW, 90 ) 1 × Alstom Haliade 150 (6,0 MW, 150 m)  | 56             | 51° 40′ 12″ N, 2° 48′ 7″ O  | in Betrieb | 2010           |                      |
| Thorntonbank (C-Power Phasen 1–3)   | 325,68                | 6 × REpower 5M (5,08 MW, 126,5 m) 48 × REpower 6.2M126 (6,15 MW, 126,5 m) | 54             | 51° 32′ 24″ N, 2° 56′ 24″ O | in Betrieb | 2009 2012 2013 |                      |
| Northwind                           | 216                   | Vestas V112-3.0 (3,0 MW, 112 m)                                           | 72             | 51° 37′ 0″ N, 2° 54′ 0″ O   | in Betrieb | 2014           |                      |
| Nobelwind (Bligh Bank Phase 2)      | 165                   | Vestas V112-3.3 (3,3 MW, 112 m)                                           | 50             | 51° 39′ 36″ N, 2° 49′ 12″ O | in Betrieb | 2017           |                      |
| Rentel                              | 308,7                 | Siemens SWT-7.0-154 (7,35 MW, 154 m)                                      | 42             | 51° 35′ 28″ N, 2° 56′ 38″ O | in Betrieb | 2019           |                      |
| Norther                             | 370                   | MHI Vestas V164-8.0 MW (8,4 MW, 164 m)                                    | 44             | 51° 31′ 37″ N, 3° 0′ 50″ O  | in Betrieb | 2019           |                      |
| Northwester 2                       | 218,5                 | MHI Vestas V164-9.5 MW (9,5 MW, 164 m)                                    | 23             | 51° 41′ 10″ N, 2° 45′ 25″ O | in Betrieb | 2020           |                      |
| Seamade (Zonen Mermaid und Seastar) | 487,2 (235,2 und 252) | Siemens Gamesa SG 8.0-167 DD (8,4 MW, 167 m)                              | 58 (28 und 30) | 51° 43′ 8″ N, 2° 44′ 20″ O  | in Betrieb | 2020           |                      |